# Schiet niet op de pianist
Schiet niet op de pianist is het 55e stripverhaal van De Kiekeboes. De reeks wordt getekend door striptekenaar Merho. Het album verscheen in november 1992.

## Verhaal
In opdracht van Van de Kasseien moet Kiekeboe fotonegatieven waarmee Van De Kasseien gechanteerd kan worden te pakken krijgen. Het is daarom belangrijk dat hij onder een schuilnaam infiltreert in de bende van Karel Keizer. Hierdoor raakt hij echter betrokken bij de ontvoering van de beroemde pianist Danny Zerkoffi, die tevens het vriendje van Fanny is...